# Аппаратная закладка
Аппаратная закладка (англ. hardware Trojan, hardware backdoor) — устройство в электронной схеме, скрытно внедряемое к остальным элементам, которое способно вмешаться в работу вычислительной системы. Результатом работы аппаратной закладки может быть как полное выведение системы из строя, так и нарушение её нормального функционирования, например несанкционированный доступ к информации, её изменение или блокирование.
Также аппаратной закладкой называется отдельная микросхема, подключаемая злоумышленниками к атакуемой системе для достижения тех же целей.

## Классификация

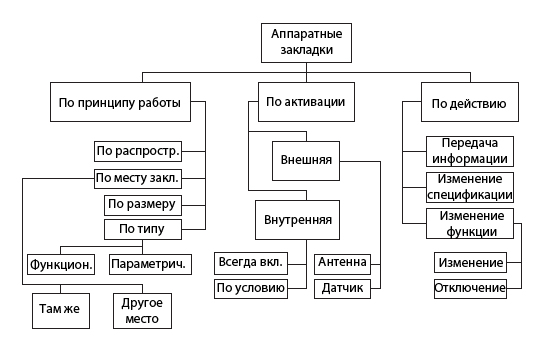
Классификация аппаратных закладок

Аппаратные закладки можно классифицировать следующим образом:

### По физическому принципу работы
В категории «По распространению» классификация происходит по физическому расположению элементов закладки на плате.
Аппаратные закладки могут быть расположены в разных местах схемы. В некоторых случаях разработчику приходится серьёзно изменять макет, и чем менее заметно он произведет эти изменения, тем сложнее будет обнаружить закладку. Также закладка может быть установлена отдельно от схемы.
Раздел «По размеру» характеризует масштаб изменений, внесённых злоумышленником: количество изменённых, добавленных или удаленных элементов.
Также аппаратные закладки разделяют на два типа: функциональные и параметрические. В устройствах первого типа происходит изменение состава микросхемы добавлением или удалением необходимых элементов, например, транзисторов или логических вентилей. Параметрические аппаратные закладки реализуются через уже существующие компоненты.

### По методу активации
Активация может быть внешней и внутренней. В первом случае для запуска закладки используется внешний сигнал, который принимается антенной или датчиком. Сигналом от датчика может быть результат какого-либо измерения: температуры, высоты, давления, напряжения и т. д.
Для внутренней активации не требуется взаимодействие с внешним миром. В этом случае закладка или работает всегда или запускается при определённом условии, заложенном при её разработке. Условием для внутренней активации может быть как определённая комбинация внутренних сигналов, так и определённая последовательность выполнения операций.

### По их действию на систему
Классификация происходит по типу вреда, нанесенного закладками.
Это может быть передача информации, нарушение в работе всего устройства или только определённой функции: её изменение или отключение.

## Возможности
С помощью аппаратных закладок возможен перехват данных, например данные ввода-вывода персонального компьютера: изображение монитора; данные, вводимые с клавиатуры, отправленные на принтер, записываемые на внутренние и внешние носители.

## Упоминания в политике
После распада Советского Союза, многие отрасли не получали достаточного финансирования. Это повлияло и на производство электроники, возникло серьёзное отставание от иностранной промышленности в этой сфере. Поэтому России из-за отсутствия внутреннего производства некоторых видов микроэлектронных компонентов приходится использовать иностранные продукты, которые могут содержать в себе аппаратные закладки. Данные устройства могут никак не проявлять себя долгое время, но быть готовыми к внешней активации в нужный момент.

Когда мы покупаем иностранные станки, имеется в виду, что эти станки снабжены программным обеспечением, которое может иметь определённые закладки, и эти закладки могут сработать в определённый момент, эти станки могут быть выключены, либо они могут передавать определённую информацию.
— Дмитрий Рогозин.
Наибольшую опасность представляет использование иностранной техники в важных государственных отраслях: военной, политической, экономической. Поэтому важной проблемой является разработка методов, позволяющих выявлять потенциально опасные элементы. Также важно развивать российское производство необходимой электроники.

Если говорить о безопасности электронной компонентной базы, которая широко в средствах информационной системы применяется на Военно-морском флоте, на Военно-воздушных силах, в бронетехнике, не говоря уже про космос и ещё более высокотехнологичные отрасли, то здесь также мы будем исходить из необходимости, чтобы ключевые элементы этой электронной базы были произведены на территории РФ.
— Дмитрий Рогозин.
В российских войсках используются как программное обеспечение так и техника иностранного производства, проверкой которых занимаются Федеральная служба безопасности и специальные ведомства Министерства обороны. По мнению российского военного аналитика, директора Института политического и военного анализа Александра Шаравина, в первую очередь необходимо наладить методы проверки импортного оборудования, а уже потом создавать собственное производство эквивалентной ему техники.

## Методы обнаружения
Аппаратная закладка может быть встроена на любом этапе: от проектировки до установки системы у конечного пользователя. Соответственно методы обнаружения будут различными и зависеть от этапа, на котором были встроены изменения.
Если аппаратная закладка реализована ещё инженером-разработчиком, на уровне устройства схемы, то её практически невозможно обнаружить. На таком глубоком уровне конструктор способен скрыть или замаскировать от конечных пользователей определённые элементы, необходимые для активации в нужный момент. Маскировку можно осуществить, используя некоторые компоненты в двух структурах схемы: там, где это необходимо для нормального функционирования и для работоспособности закладки.
Также можно внедрить закладку на этапе производства, когда закладочный элемент добавляется к уже разработанной схеме устройства. Такой метод был описан в журнале InfoWorld Magazine как первоапрельская шутка.
При установке злоумышленниками закладки в готовый продукт на этапе доставки или установки оборудования её уже проще обнаружить. Для этого нужно сравнить продукт с оригинальным или с другими поставщиками. По найденным различиям можно делать выводы о наличии потенциально опасных элементов.
В целом, чем на более «глубоком» уровне внедрена аппаратная закладка, тем сложнее её обнаружить.

## Примеры

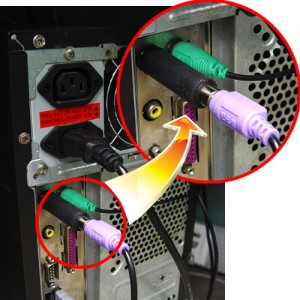
Аппаратный клавиатурный шпион

В качестве примера можно рассмотреть довольно распространённые и актуальные варианты закладок: клавиатурных шпионов. Это устройства, подключаемые к компьютеру для того, чтобы получить данные, вводимые с клавиатуры. Они могут располагаться в самой клавиатуре, в системном блоке, подключаться между клавиатурой и компьютером, замаскированные под переходники.
Существуют возможности получить данные методом акустического анализа. Предполагая, что каждая клавиша издает при нажатии уникальный звук, можно попытаться с помощью специального алгоритма восстановить введенный текст по звукозаписи стука клавиш. Алгоритм основан на вероятностных методах и учитывает грамматику. С его помощью в ходе экспериментов удавалось расшифровать до 96 % текста. Для данного метода необходимо лишь установить микрофон в нужном помещении.
Также возможно получить данные с кабеля бесконтактным методом.
Наиболее распространённые и доступные для пользователей клавиатурные шпионы — те, которые подключаются в разрыв кабеля. Их можно замаскировать под фильтр помех или переходник. Внутри размещена флэш-память для хранения собранной информации. Существуют серийно выпускаемые модели для разных разъемов клавиатур. Преимущество таких устройств в их низкой стоимости и простоте их использования: для этого не требуется специальной подготовки.
Доступность и удобство данного метода влечет за собой простоту нейтрализации такой закладки: достаточно регулярно производить осмотр кабеля клавиатуры.
Нежелательное оборудование внутри системного блока труднее обнаружить. Защититься от него можно запломбировав корпус после проверки на безопасность. Но с другой стороны таким образом можно усложнить обнаружение закладки: если уже злоумышленник установит все необходимое и запломбирует корпус, убедив пользователя не вскрывать его. Так под предлогом, например, нарушения гарантии пользователь не сможет проверить свой компьютер, и аппаратная закладка не будет обнаружена долгое время.
Согласно документам, опубликованных Сноуденом, в АНБ (США) имеется специальное подразделение Tailored Access Operations (TAO) с числом работников около 2 тысяч, которое занимается различными методами наблюдения за компьютерами. Один из способов - перехват почтовых пересылок оборудования и оснащение его дополнительными прослушивающими устройствами, либо изменение прошивок встроенных систем, например BIOS.